# 西垣和紀
西垣和紀（にしがきかずき）は、日本の実業家、著作家、コンサルタント、ベーシスト。

## 来歴・人物
高校を中退、数年間仕事を転々とし、荒んだ生活を送った後、渡米。西海岸の名門カリフォルニア大学サンディエゴ校（UCSD）に入学。
外資系コンサルティングファームにてコンサルタントとして新規事業創出、経営戦略策定、M&A・経営統合、全社改革、リストラクチャリング、業務効率化等のプロジェクトに従事後、Times世界大学ランキング1位のオックスフォード大学大学院MBA（経営管理学修士）課程に入学・修了。
現在は、ロンドン在住。ロンドンのテック企業で戦略責任者、英系イノベーション支援企業であるRainmaking InnovationでCOO（最高執行責任者）などを歴任し、現在は様々な事業を行う。
世界最大のスタートアップコミュニティであるStartupGrindのレギュラーホストも務めている。

## 音楽活動
- Esprit D'Air　ベース（2020~）
- Amaterous　ベース（2019~）
- RooftopSundays　ベース

## 著書
- 「オックスフォード大学MBAが教える 人生を変える勉強法」二見書房（2018/7/26）
- 「図解入門 よくわかる 最新スマートデバイスのトレンド予測」秀和システム（2019/12/16）

## 記事・メディア
- Forbes Japan「イノベーションを次々と生む、ロンドンだけではないイギリスのエコシステム」（2021/1/6）